# Sammi Adjei
Sammi Adjei (Accra, 18 november 1973) is een voormalig profvoetballer uit Ghana, die speelde als verdediger gedurende zijn carrière. Hij kwam uit voor Obuasi Goldfields (1991–1998). Met die club won hij driemaal de Ghanese landstitel.

## Interlandcarrière
Adjei vertegenwoordigde Ghana bij de Olympische Spelen van 1992 in Barcelona. Daar won de ploeg onder leiding van bondscoach Samuel Arday de bronzen medaille door in de troostfinale met 1–0 te winnen van Australië. Adjei speelde in totaal vijftien interlands voor zijn West-Afrikaanse vaderland in de periode 1992–1998.
| Logo van de Olympische Spelen | Goud | Zilver | Brons | Logo van de Olympische Spelen |
|                               | 0    | 0      | 1     |                               |